# Nargiz Gurbanova
Nargiz Akif gizi Gurbanova (em azeri:  Nərgiz Akif qızı Qurbanova, nascido em 1975) é uma diplomata do Azerbaijão,  servindo como embaixadora do Azerbaijão na Polónia desde 2021.

## Educação
Gurbanova formou-se na Universidade de Viena com um doutoramento em ciências políticas. Ela também obteve um BA / MA em relações internacionais pela Universidade Estatal de Bacu e MSc em gestão internacional pela Western University no Azerbaijão. Gurbanova também estudou negócios internacionais na Jönköping International Business School na Suécia e direito internacional na Universidade de Nice, na França.

## Serviço diplomático
Gurbanova actuou como Diretora do Departamento de Cooperação e Desenvolvimento Económico do Ministério das Relações Externas do Azerbaijão. Ela então serviu na Embaixada do Azerbaijão na Áustria e na Embaixada do Azerbaijão nos Estados Unidos, onde trabalhou como Conselheira, Chargé d'Affaires e Vice-Chefe da Missão.
Em 8 de janeiro de 2021, Gurbanova foi nomeada embaixadora do Azerbaijão na Polónia por decreto presidencial, sucedendo a Hasan Hasanov. Ela serviu anteriormente como embaixadora na Bulgária.

## Família
Gurbanova é casada e tem um filho.
 